# جشن نوسره
جشن نوسره یکی از جشن‌های باستانی ایران است که در پنجم بهمن‌ماه، پنج روز پیش از جشن بزرگ سده برگزار می‌شود. این جشن به‌عنوان یک پیش‌درآمد برای جشن سده محسوب می‌شد و ایرانیان آن را به‌منظور آمادگی برای برپایی هرچه باشکوه‌تر جشن سده برگزار می‌کردند. 

## آیین‌ها و آداب جشن نوسره
از جمله آداب جشن نوسره برپایی آتش و خواندن نیایش به درگاه پروردگار است. این جشن برای ایرانیان باستان از اهمیت ویژه‌ای برخوردار بود، زیرا در آن زمان ایرانیان به خداوند و به‌ویژه به نیروهای طبیعی که تاثیرات مستقیم بر زندگی روزمره آن‌ها داشتند، اعتقاد داشتند. آیین نوسره با هدف ستایش نیروهای طبیعت و ایجاد آمادگی برای مقابله با تاریکی و سرما، که از عناصر اهریمنی به‌شمار می‌رفت، برگزار می‌شد. در این جشن، بزرگان دینی و مسئولان با برنامه‌ریزی و ایجاد آمادگی برای جشن سده تلاش می‌کردند تا این جشن نیز به‌گونه‌ای شایسته برگزار شود.